# التنظيف
التنظيف عبارة عن عملية تتم من خلالها إزالة المواد غير المرغوب بها، كالأوساخ، العوامل المعدية، والشوائب الأخرى، والتي قد يكون مصدرها كائن حي أو عامل بيئي. غالباً، تُجرى عمليات التنظيف لأغراض جمالية، صحية، وظيفية، بيئية، أو قد تكون لأغراض السلامة. ويمكن أن يتم التنظيف ضمن سياقات مختلفة، ويستخدم فيه العديد من الطرق المتنوعة. وهنالك العديد من المهن الوظيفية التي تكون مخصصة لأداء مهام عمليات التنظيف.

## الظروف
يحدث التنظيف في العديد من الظروف أو الحالات التجارية، المنزلية، الشخصية، والبيئية، والتي بدورها تختلف في المستوى والمتطلبات.
- التنظيف التجاري، في الأعمال التجارية أو غيرها من الأماكن التجارية
  - التنظيف العميق، وهو التنظيف الذي يحدث عادةً في أماكن الرعاية الصحية
- المعالجة البيئية، وفيها يتم إزالة مصدر التلوث أو الملوثات من البيئة الطبيعية المحيطة
- التدبير المنزلي، بما في ذلك التنظيف الموسمي
- النظافة، بما في ذلك العناية الشخصية

## طرق

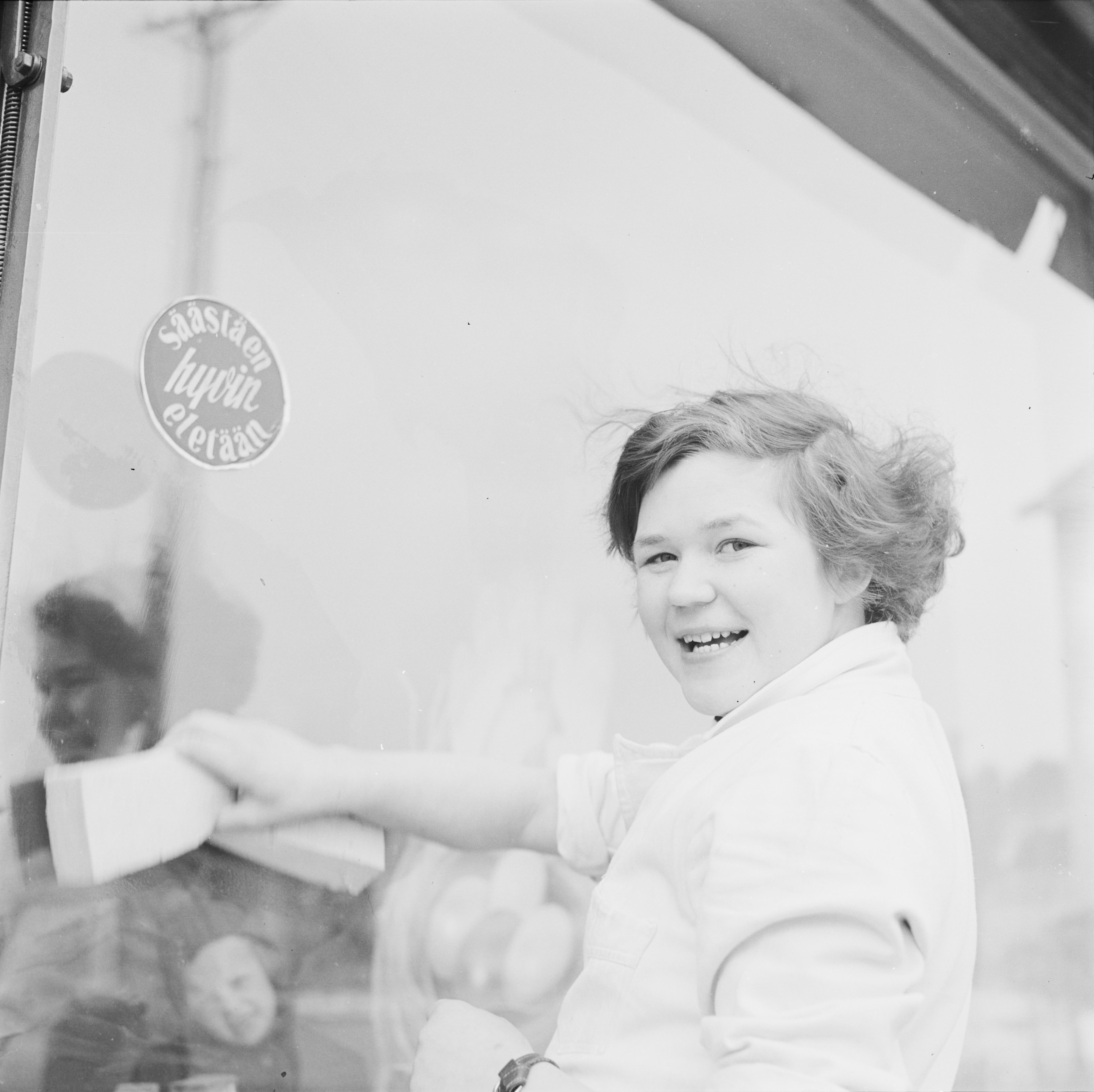
عاملة متجر تغسل نافذة متجر في يوفاسكيلا، فنلندا في الستينيات.

يتم التنظيف على نطاق واسع عن طريق العمل الميكانيكي و/أو باستخدام المذيبات؛ تعتمد العديد من الطرق على كلتا العمليتين.
- الغسيل ، وعادة ما يتم بالماء وغالبًا بنوع من الصابون أو المنظفات
  - الغسيل بالضغط ، باستخدام تيار مائي عالي الضغط
  - التنظيف الرطب ، طرق غسيل احترافية تتجنب استخدام المذيبات الكيماوية
- يمكن استخدام عمليات التفجير الكاشطة ، عادةً لإزالة المواد السائبة من السطح ، لإزالة الملوثات أيضًا
- التنظيف الصوتي ، واستخدام الموجات الصوتية لزعزعة الجسيمات العالقة على الأسطح
  - التنظيف بالموجات فوق الصوتية ، باستخدام الموجات فوق الصوتية ، عادة من 20 إلى 400 كيلو هرتز
  - التنظيف Megasonic ، آلية ألطف من التنظيف بالموجات فوق الصوتية ، تستخدم في الرقاقة ، الزرع الطبي ، وتنظيف الأجزاء الصناعية
- التنظيف بغاز ثاني أكسيد الكربون ، مجموعة من طرق تنظيف وتعقيم الأجزاء باستخدام ثاني أكسيد الكربون في مراحلها المختلفة
- التنظيف الجاف للملابس والمنسوجات باستخدام مذيب كيماوي غير الماء
- التنظيف باللهب للفولاذ الإنشائي باستخدام لهب أوكسي أسيتيلين
- التنظيف الأخضر باستخدام طرق ومنتجات صديقة للبيئة
- تنظيف البلازما ، باستخدام البلازما النشطة أو الحاجز العازل لتفريغ البلازما الناتجة عن الغازات المختلفة
- التنظيف بالرش ، الذي يتم إجراؤه في الفراغ باستخدام الرش المادي للسطح
- التنظيف بالبخار ، في كل من السياقات المنزلية والصناعية
- التنظيف الحراري ، في الأماكن الصناعية ، بما في ذلك الانحلال الحراري والأكسدة
- تشعيع مبيد للجراثيم فوق البنفسجي ، الذي يقضي على الكائنات الحية الدقيقة ؛ تستخدم على نطاق واسع في الصناعات الطبية والغذائية

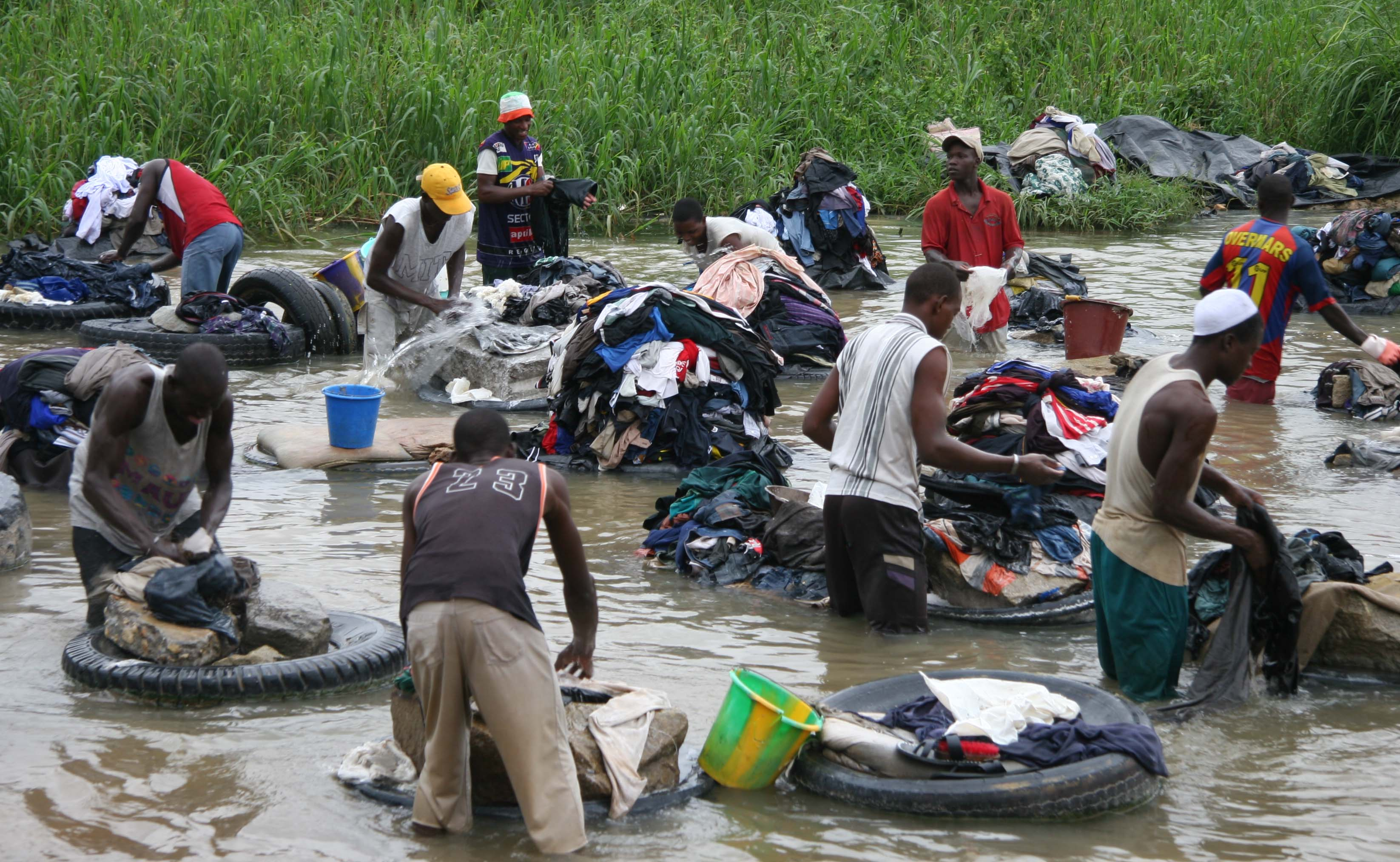
الغسيل في النهر

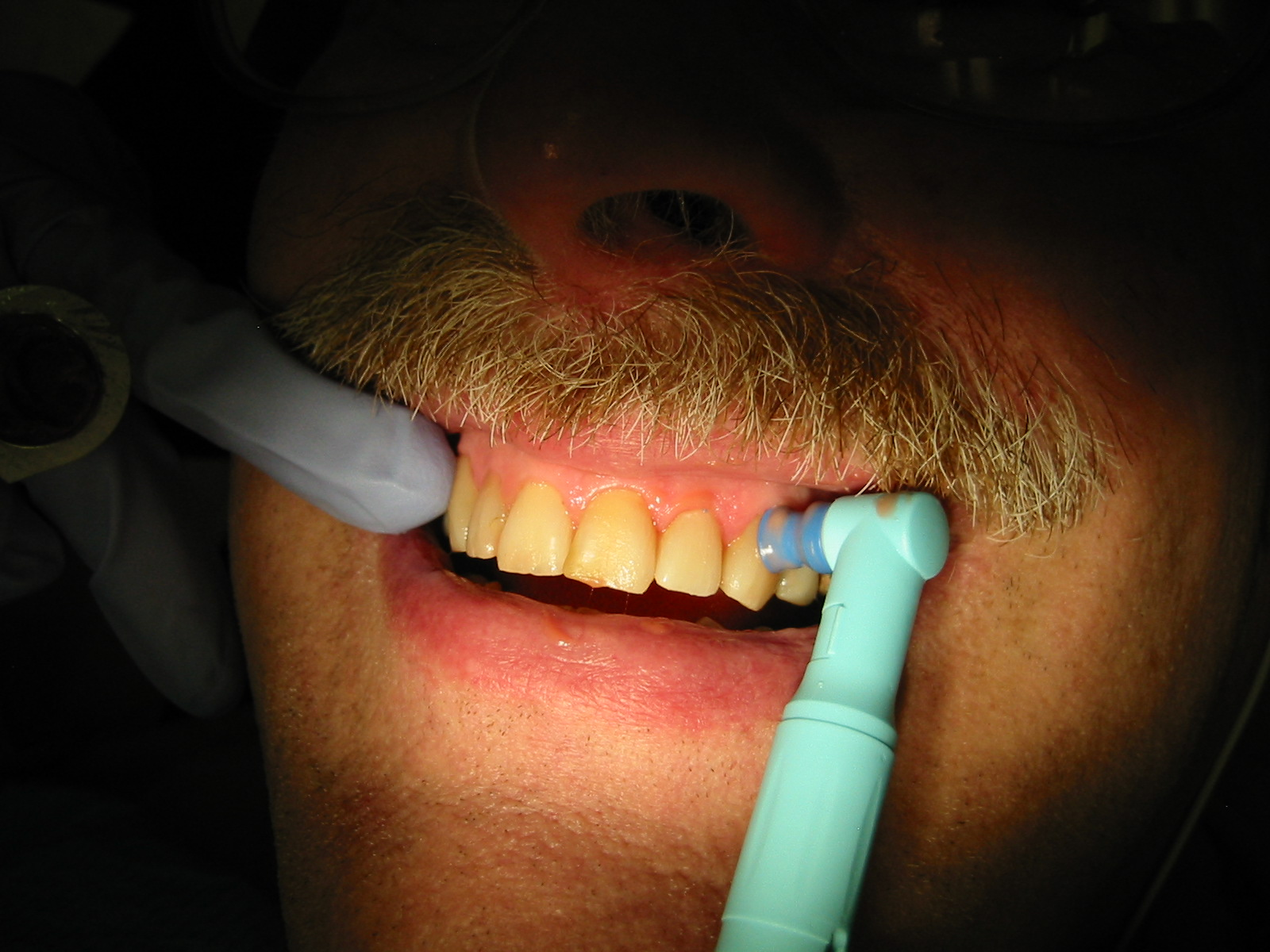
تنظيف الأسنان

تتطلب بعض العناصر والمواد تقنيات تنظيف مخصّصة، نظراً لشكلها، حجمها، موقعها، أو خصائص مادة الكائن والملوثات.

### المباني والبنية التحتية
- تنظيف الشاطئ
- تنظيف السجاد
- تنظيف المداخن
- تنظيف مسرح الجريمة
- التنظيف الخارجي
- تنظيف الأرضيات
- إزالة الكتابة من الجدران
- تنظيف الأسقف
- تنظيف الصومعة
- تنظيف الشوارع

### عناصر أخرى
- تنظيف العملات المعدنية
- الحفاظ على الإرث الثقافي وترميمه ، والتي غالباً ما تنطوي على تنظيف دقيق
- تنظيف المجوهرات
- غسل الملابس، عملية غسيل الملابس والمنسوجات الأخرى
- تنظيف الأجزاء في الصناعة
- غسل الأواني ، في خدمة الطعام
- تنظيف الأسنان
- تنظيف الأنابيب

## المهن التي تتطلب أعمال التنظيف
تتضمن العديد من المهن عمليات التنظيف، إما أن تكون الوظيفية مخصصة بشكل كامل لأداء عمليات التنظيف مثل مهنة عامل النظافة أو أن تكون عمليات التنظيف جزء من واجبات وظيفية أخرى.
- منظف
- مدبرة منزل (عاملة منزلية)
- بوّاب
- خادمة